# Arca (album)
Arca è il terzo album in studio della musicista venezuelana Arca, pubblicato il 7 aprile 2017 dalla XL Recordings. Si tratta del primo album in studio in cui compare la voce della stessa artista, che canta in spagnolo.
| Recensione | Giudizio |
| ---------- | -------- |
| AllMusic   | [ 8 ]    |
| Metacritic | 87/100   |
| Pitchfork  | 8.5/10   |

## Antefatti
Il 28 febbraio 2016, Arca aveva annunciato su Instagram che il suo nuovo album si sarebbe chiamato Reverie e che era quasi pronto per l'uscita, ma dopo quasi un anno, il 22 febbraio 2017, ha dichiarato che l'album le sarebbe stato omonimo, intitolandosi Arca. In un'intervista per i-D magazine ha affermato infatti che non avrebbe voluto un album eponimo, e tuttavia ogni altro titolo sembrava sbagliato: «Ho trascorso un anno intero nel cercare titoli diversi, li sentivo tutti estranei. Ma dato che ho usato la mia voce per cantare in un modo mai fatto fino ad ora, non sarebbe sembrato innaturale chiamarlo Arca».
L'uso della sua stessa voce per l'album è stato ispirato dall'amica e collaboratrice Björk:
Arca ha affermato di cantare in spagnolo perché è la lingua con cui ha imparato ad elaborare le sue emozioni, la lingua della sua educazione, con cui i suoi genitori "hanno litigato e divorziato", spiegando che con lo spagnolo è diventato più naturale per lei manifestare cose che prima erano private ed intime.
Ha inoltre spiegato che i testi dell'album sono "tutti recenti e tutti - tranne una canzone - improvvisati", e che "non si è mai seduta e ha scritto una parola per poi cambiarla in una migliore", affermando ancora: «Ho registrato tantissime melodie e testi, li ho lasciati così perché erano abbastanza puri. Non ho lasciato che la mia mente critica interrompesse lo sfogo». Molte canzoni includono riferimenti alle sue ispirazioni, come il testo del singolo Anoche, che fa riferimento alla canzone di Björk I Miss You (1995), e alcune parole di Reverie, direttamente estrapolate dalla canzone popolare venezuelana Caballo Viejo, composta da Simón Díaz.

## Realizzazione
Il 22 febbraio 2017 Arca ha annunciato su Twitter il titolo dell'album e la data di uscita, insieme al brano di apertura Piel. L'album include anche Sin rumbo, già pubblicata nel mixtape Entrañas, e Urchin, uscita il 29 dicembre 2015. Il 24 febbraio 2017 ha pubblicato il secondo singolo, Anoche, insieme al video musicale diretto dal collaboratore di lunga data Jesse Kanda, autore stesso della copertina dell'album. Il 16 marzo è uscito un altro video diretto da Jesse Kanda per il singolo Reverie. Il 24 marzo è uscito anche il quarto singolo Saunter, che inoltre compare insieme a Reverie in un vinile in edizione limitata promozionale all'album. Il 10 aprile è uscito infine il quinto e ultimo singolo, Desafío.

## Tracce
Tutte le tracce sono state scritte da Alejandra Ghersi.

### Edizione standard
1. Piel – 4:07
2. Anoche – 3:36
3. Saunter – 2:09
4. Urchin – 4:00
5. Reverie – 3:12
6. Castration – 3:21
7. Sin rumbo – 3:35
8. Coraje – 4:31
9. Whip – 1:20
10. Desafío – 3:53
11. Fugaces – 3:07
12. Miel – 2:56
13. Child – 3:23

### Bonus track per il Giappone
1. Saunter (Reprise) – 4:59

## Formazione
- Arca – voce, testi, arrangiamenti, missaggio, produzione
- Matt Colton – mastering
- Jesse Kanda – direttore creativo, fotografo

## Classifiche
| Classifica (2017)         | Posizione massima |
| ------------------------- | ----------------- |
| Belgio                    | 46                |
| Spagna                    | 87                |
| Stati Uniti (heatseekers) | 18                |